# C. A. Rosetti (Buzău)
Pour les articles homonymes, voir C. A. Rosetti.
C. A. Rosetti est une commune du județ de Buzău en Roumanie.